# Hlînîțea, Radomîșl
Hlînîțea (în ucraineană Глиниця) este un sat în comuna Kîcikîri din raionul Radomîșl, regiunea Jîtomîr, Ucraina.

## Demografie
Componența lingvistică a localității Hlînîțea
     Ucraineană (97,62%)
     Rusă (2,38%)
Conform recensământului din 2001, majoritatea populației localității Hlînîțea era vorbitoare de ucraineană (97,62%), existând în minoritate și vorbitori de rusă (2,38%).